# Porto di Ortona
Il porto di Ortona è un porto commerciale e turistico del Mare Adriatico. È il porto più grande d'Abruzzo. 
Il porto di Ortona è classificato II Categoria – III° classe, cioè di competenza della Regione Abruzzo.

## Storia

### Origini  e periodo  italico
Notizie del primitivo porto si hanno da Strabone, descrivendo nel V libro della "Geografia" la città come principale scalo commerciale marittimo dei Frentani. Anche lo storico Domenico Romanelli insieme a Giovanbattista De Lectis concorda che il porto fosse stato costruito in epoca italica, visti ruderi presenti al fosso Ciavocco, dove sbocca il torrente Peticcio. Il porto antico si trovava dunque a nord-ovest del castello aragonese, poi dall'XI secolo con i Normanni, il porto fu spostato dalla parte dove sorge l'attuale faro.

### Medioevo e periodo moderno
Il porto antico, molto vantaggioso e proficuo per l'Abruzzo meridionale, punto di attracco dei Normanni nel 1075 in guerra contro Trasmomdo di Chieti, usato poi anche dai veneziani per i commerci con le fiere della vicina Lanciano, fu usato in due punti, quello "vecchio di Fosso Ciavocco" e quello nuovo aragonese sotto il castello, a insenatura a golfo, tanto che le porte di accesso alle mura erano due: porta della Marina (via D'Annunzio e Largo Castello) e porta Castello (via Orientale e Largo Castello).

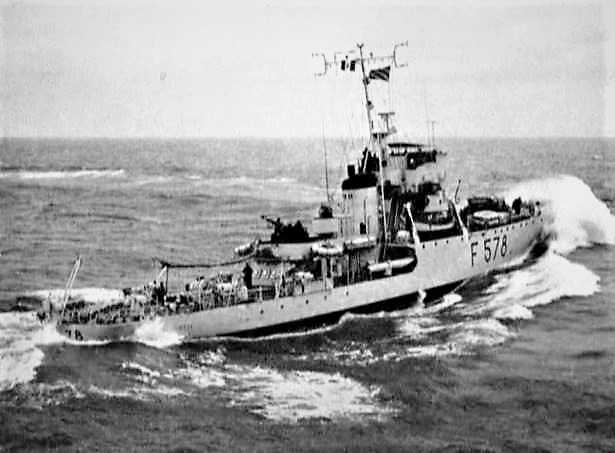
La corvetta Baionetta con a bordo i Reali Savoia, partita da Ortona il 9 settembre 1943 per Brindisi, in una foto post bellica, con il suo nuovo identificativo NATO F578 della Marina Militare Italiana

Nel 1326 vi sbarcò Santa Brigida di Svezia, venuta ad adorare le reliquie di San Tommaso, giunte sempre nel porto nel 1258, portate nella Cattedrale dal capitano Leone Acciaiuoli. 
Il porto fu sempre il principale mezzo di sostentamento della città, specialmente nel Medioevo, quando dopo che fu attaccato dai veneziani nel 1447 fu ampiamente ricostruito da Alfonso d'Aragona intorno al 1452, assieme al castello aragonese. Oggi del vecchio porto esistono rovine e un arco dietro il faro, analizzate nel 1987 e confrontate con l'architettura del castello. 
Venti anni prima circa, nel 1426, il porto fu teatro di schermaglie tra ortonesi e lancianesi per il dominio della costa di San Vito Chietino, soprattutto perché i lancianesi non volevano più pagare le tasse a Ortona per le merci da esporre alle fiere. Alcune navi furono incendiate, e i lancianesi risposero catturando e mutilando dei prigionieri di Ortona, sicché per la pace dovette intervenire San Giovanni da Capestrano. 
Nel 1258 a Ortona era sbarcato, lato fosso Ciavocco, il capitano Leone Acciaiuoli con le spoglie di San Tommaso apostolo.
Nel XVI secolo (21 luglio 1566) mediante il porto, la città di Ortona fu saccheggiata dagli Ottomani, sbarcati nel piccolo golfo oggi nominato "Saraceni", in ricordo dell'assalto. 

### Dal Novecento a oggi
Il porto fu ampliato, continuò sempre  a garantire l'economia cittadina con le fiere e i mercati, il commercio di anfore di vino con i veneziani e i dalmati, della pece, del carbone, del sale. Nel 1918 durante la Grande Guerra degli austriaci dal porto cannoneggiarono Ortona, ma furono respinti dagli inglesi.

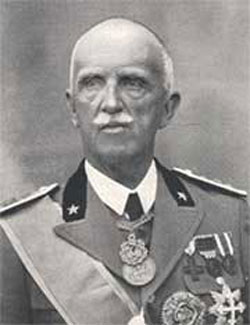
Vittorio Emanuele III di Savoia, salpato la notte del 9 settembre 1943 da Ortona per Brindisi

Nel 1943, il 9 settembre, re Vittorio Emanuele III con i reali si trasferì con una corvetta, provenendo dal vicino castello di Crecchio dove aveva trovato rifugio, dopo il tentativo di prendere l'aereo a Pescara, salpando quindi per Brindisi, trasferendovi lo Stato Maggiore.
Pochi giorni dopo la città di Ortona fu occupata dai tedeschi, essendo capo marittimo dell'estremo della linea Gustav, assieme a Cassino. Il porto nell'ottobre-novembre dell'anno fu minato e fatto saltare in aria appositamente per evitare sbarchi nemici. 

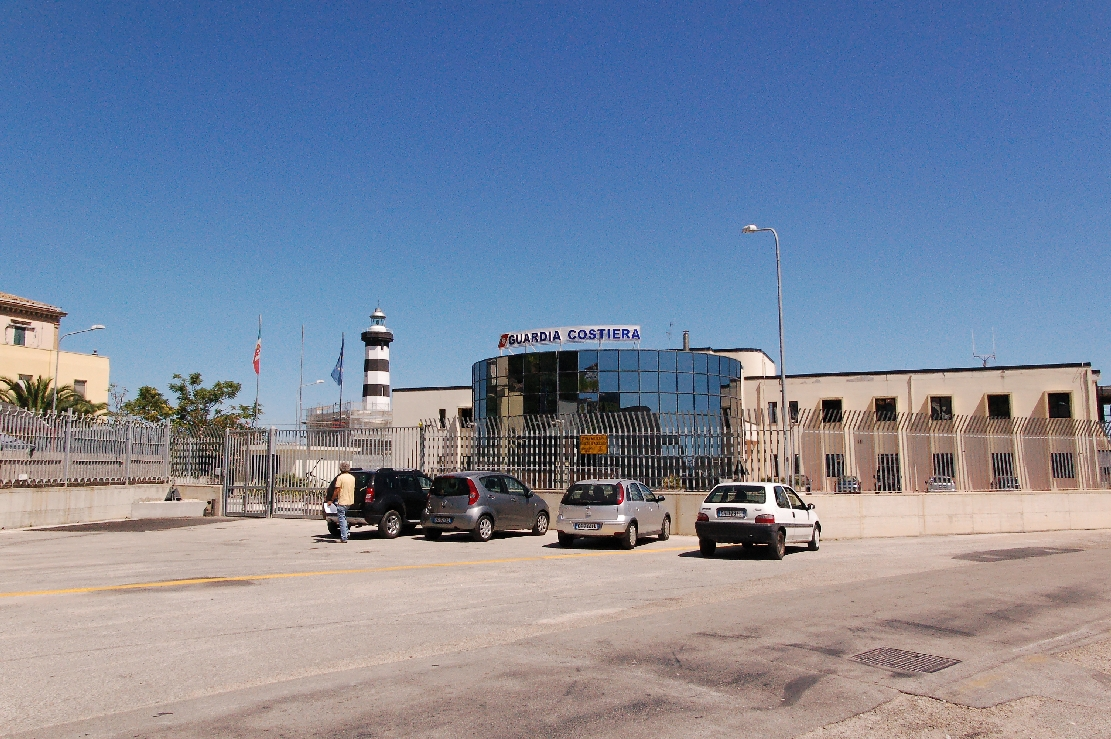
Guardia Costiera del porto

A ricordo di questo evento, fu posta tale targa alla radice del molo nord:
«Da questo porto La notte del 9 settembre 1943
L'ultimo Re d’Italia fuggì
Con la Corte e con Badoglio
Consegnando la martoriata patria
alla tedesca rabbia.
Ortona Repubblicana
dalle sue macerie e dalle sue ferite
grida eterna maledizione
alla monarchia dei tradimenti
del fascismo e della rovina d'Italia
anelando giustizia
dal Popolo e dalla Storia
nel nome santo di Repubblica.
9-9-1945 »
Dopo le vicende della Battaglia di Ortona, negli anni successivi il porto fu ricostruito, tornando a svolgere le sue funzioni. Nei primi anni 2000 subì un restauro e ampliamento, tuttavia necessitante di nuovi lavori, progettati dal 2007 e ancora conclusi. Nel 2015 il porto mise a disposizione particolari navi con apparecchiature per il processo di smantellamento della nave della Costa Concordia, naufragata presso l'Isola del Giglio nel 2012.

## Caratteristiche tecniche

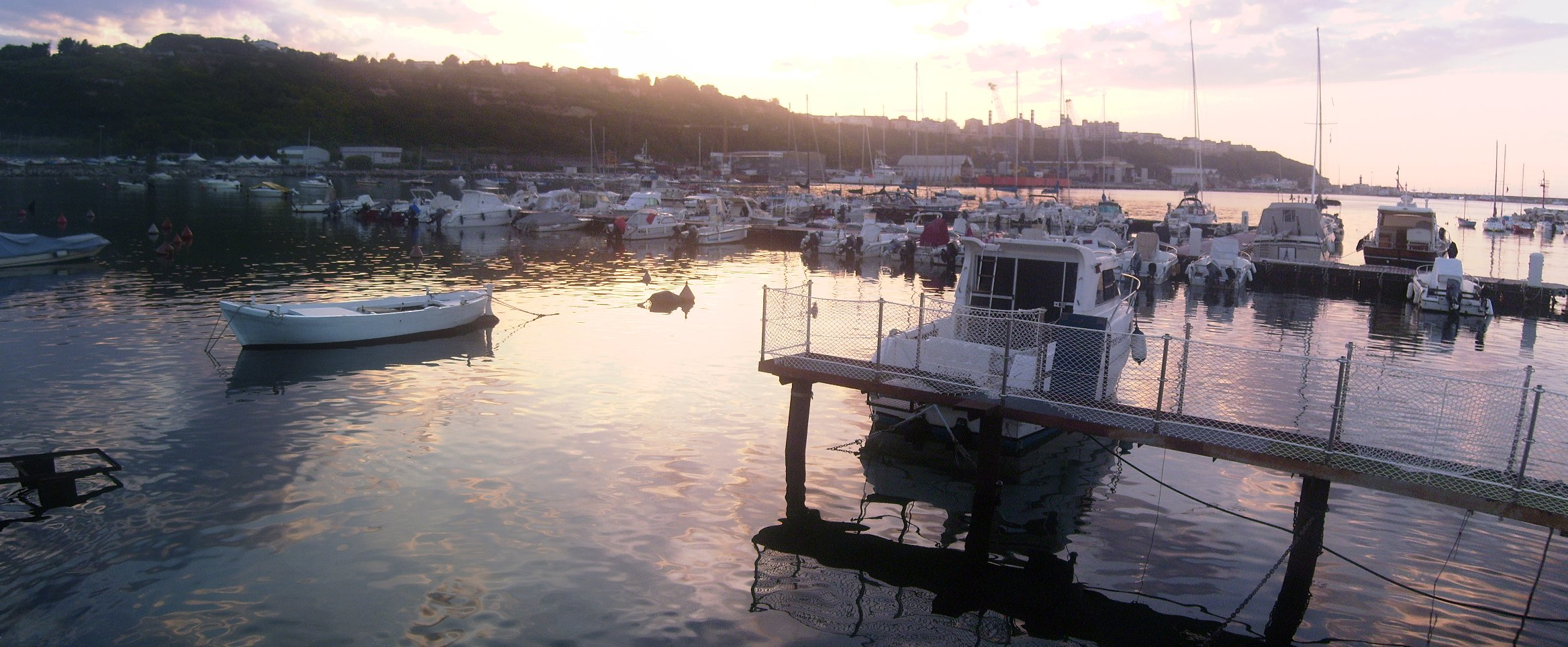
Il porto al tramonto

Il porto dispone di una vasta gamma di servizi tra i quali rientrano: il servizio merci, magazzini nazionali doganali, spedizioni nazionali e internazionali, servizi antincendio, energia elettrica, scalo di alaggio, gru, travel lift, riparazione motori, scivolo e riparazioni elettriche.
Inoltre esso dispone di aree riservate al diporto, le cui imbarcazioni possono ormeggiare ai pontili stagionali. La struttura degli uffici di direzione è costituita dalla Capitaneria di Porto, da un Ufficio Circondariale Marittimo e un Ufficio di Dogana.
Il porto di Ortona dispone di 5 moli:
- Molo nord, lungo 457 m, ha circa 55 000 m2 di superficie di stoccaggio e una profondità di fondali di circa 6,80 m.
- Molo martello, lungo 130 m, la profondità dei fondali è di circa 5,70 m.
- Molo di riva, lungo 236, ha circa 24 000 m2 di superficie di stoccaggio e una profondità di fondali di circa 5,70 m.
- Molo di riva nuova, lungo 260 m, ha circa 25 000 m2 di superficie di stoccaggio e una profondità di fondali di circa 5,70 m.
- Molo commerciale, lungo 200 m e una profondità di fondali di circa 5,70 m.

Il porto è anche servito da un raccordo ferroviario utilizzato per il traffico merci che lo collega con la Stazione di Ortona.
- Coordinate: 42° 20 96 N; 14° 25 44 E
- Posti barca: 210
- Fari e fanali: faro a lampi bianchi presso la radice del molo nord, fanale a lampi verdi sulla testata del molo nord, fanale a lampi rossi sulla testata del molo sud, fanale a luce fissa rossa sull'estremità del Molo Mandracchio, fanale a luce fissa verde sullo spigolo
- Fondo marino: sabbioso
- Fondali: da 0,80 a 6,50 m
- Venti	I e II quadrante

## Servizi e strutture
- servizio merci
- magazzini nazionali doganali

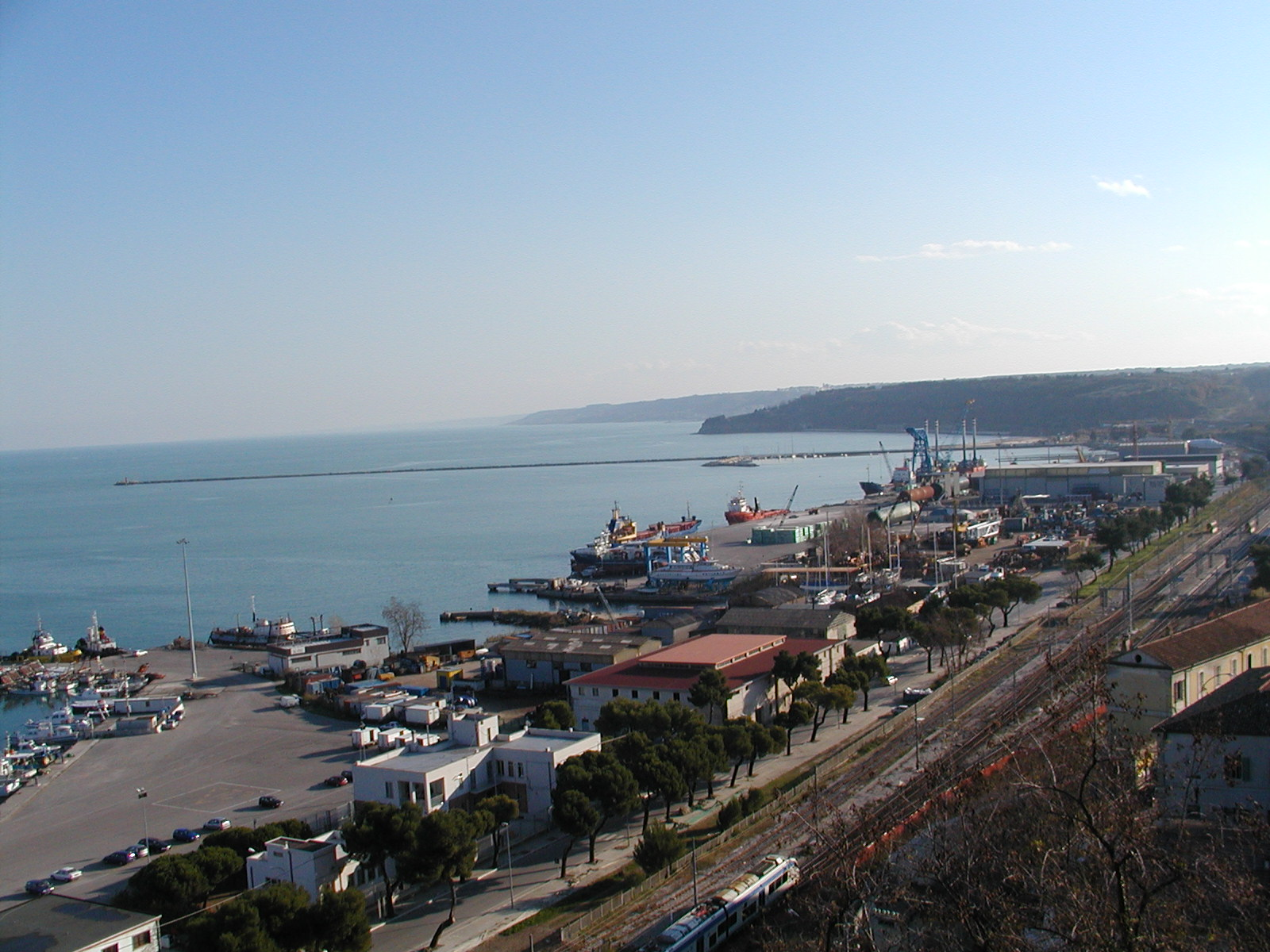
Visuale del porto

- spedizioni nazionali ed internazionali
- antincendio
- energia elettrica
- scalo di alaggio
- gru
- travel lift
- riparazione motori
- scivolo e riparazioni elettriche
- attrezzature Imbarco, sbarco,
- movimentazione merci
- aree coperte: 4 000 m²
- aree scoperte: 4 000 m²
- gru portale
- 4 autogrù
- 8 carrelli elevatori

Ulteriori caratteristiche
- Radio: VHF canale 16 - 15 (ore 07-19)

## Lavori di ampliamento e ammodernamento

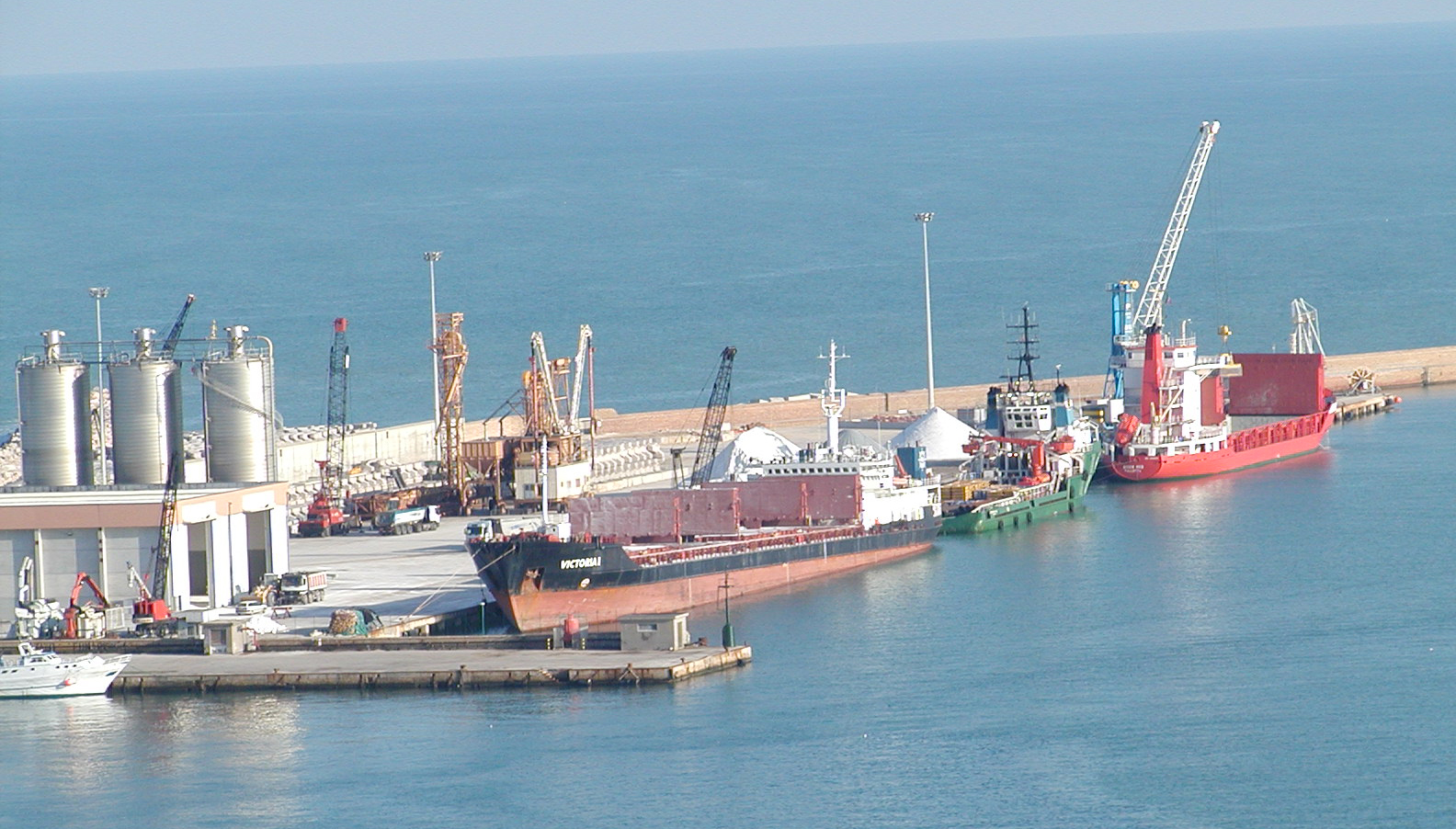
Barche ormeggiate al porto

Il 30 gennaio 2007 è stato siglato l'accordo fra il Ministro delle Infrastrutture e la regione Abruzzo, nel quale sono inclusi diversi interventi di ammodernamento e ampliamento del porto per il costo finale di 60 milioni di Euro; nello specifico dovrebbero essere eseguiti i seguenti interventi:
- Interventi di approfondimento fondali
- Consolidamento e costruzione di nuove banchine
- Realizzazione strutture per attività portuali
- Miglioramento e ammodernamento della linea ferroviaria interna
- Realizzazione di nuovi piazzali portuali
- Miglioramento della viabilità

## Dati di traffico merci e passeggeri

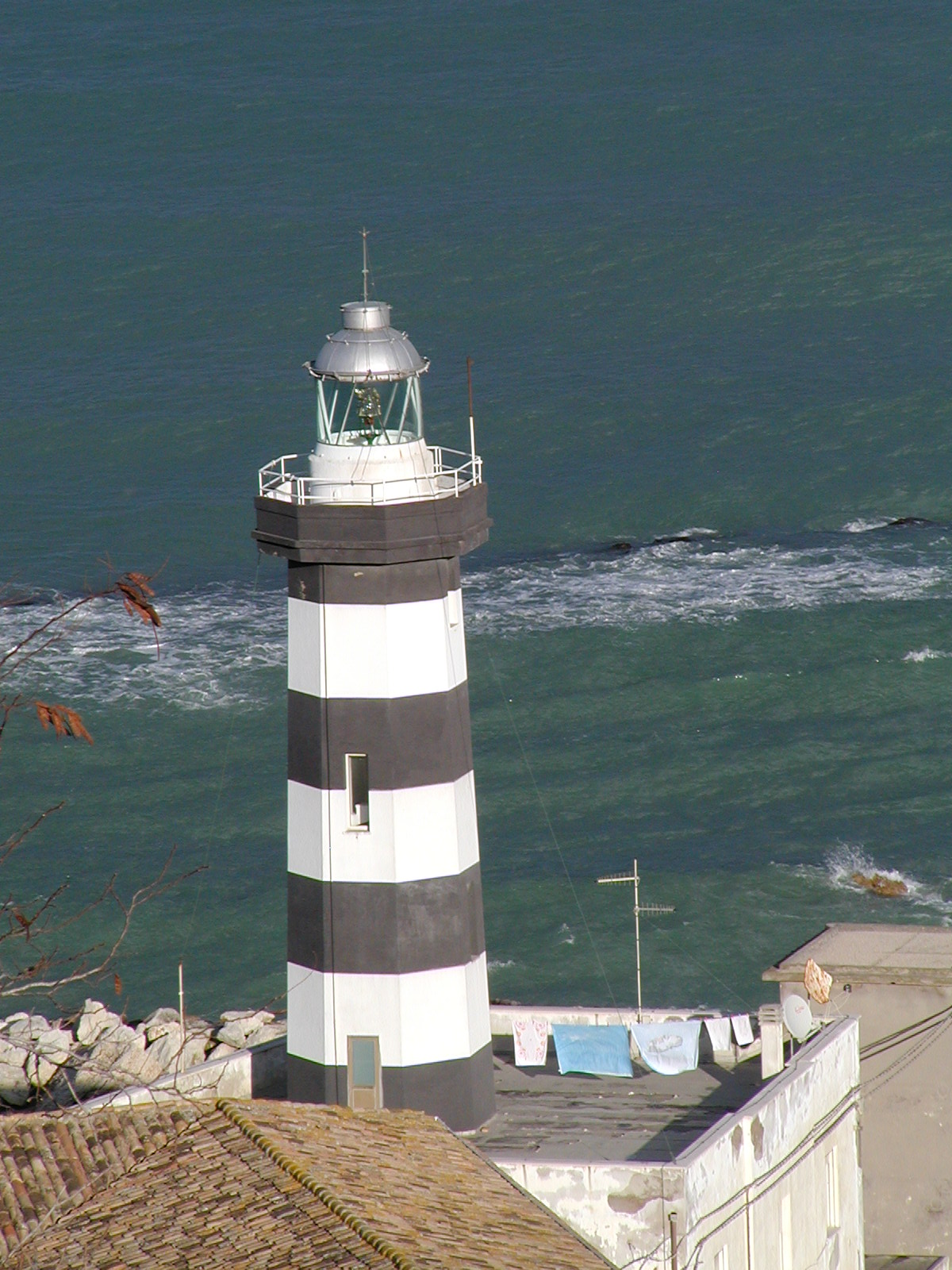
Faro del porto

Questi sono i dati relativi alle merci e ai passeggeri per quanto riguarda il 2021.
| Totale merce liquida sbarcata               | 423.900 t   |
| Totale merce secca alla rinfusa movimentata | 532 t       |
| Totale merce solida movimentata             | 716.846 t   |
| Totale generale merce sbarcata/imbarcata    | 1.141.278 t |
| Totale navi arrivate/partite                | 555         |
| T.S.L. totale navi                          | 2432913,58  |
| Totale unità da pesca arrivate/partite      | 234         |
| T.S.L. totale MM/PP                         | 8926,509    |
| Totale passeggeri                           | 0           |